# Luis Castañeda Lossio
Óscar Luis Castañeda Lossio (Chiclayo, Lambayeque, 21 de junio de 1945 - Jesús María, Lima, 12 de enero de 2022) fue un abogado y político peruano. Fue fundador de Solidaridad Nacional, partido político con el cual fue elegido como alcalde de la ciudad de Lima en tres periodos, desde 2003 hasta 2010 y nuevamente desde 2014 hasta 2018, esta última campaña ganada de manera abrumadora. Fue también candidato a la presidencia del Perú en dos ocasiones, durante las elecciones del año 2000, ocupando el quinto lugar, y en las elecciones del año 2011, ubicándose nuevamente en quinto lugar con el 9,8 % de los votos.

## Biografía
Luis Castañeda Lossio nació el 21 de junio de 1945 en Chiclayo, ciudad ubicada en el departamento de Lambayeque en Perú. Fue el menor de nueve hermanos, hijo de Carlos Castañeda Iparaguirre, quien fuera alcalde de la ciudad de Chiclayo, y de Ida Lossio Salazar.
Realizó sus estudios de primaria y secundaria en el colegio particular Manuel Pardo de Chiclayo. Al terminar, se trasladó a la ciudad de Lima para ingresar a la facultad de Derecho de la Pontificia Universidad Católica del Perú, obteniendo el grado de bachiller. Años más tarde conseguiría su licenciatura en la Universidad de San Martín de Porres. Posteriormente, realizó estudios en el Centro de Altos Estudios Militares (CAEM).

### Matrimonio y descendencia
En 1985, se casó con Rosario Pardo Arbulú. Este matrimonio tiene dos hijos: Darío Castañeda Pardo y Luis Castañeda Pardo. Este último fue elegido regidor en Lima Metropolitana por el Partido Popular Cristiano para el período 2011-2014. Posteriormente, en la consulta popular de revocatoria de marzo de 2013 para el concejo municipal de Lima Metropolitana, Luis Castañeda Pardo fue revocado del cargo de regidor metropolitano con el 53,1 % de votos válidos.

## Gestión privada y pública
En 1980 fue electo regidor de la Municipalidad Metropolitana de Lima por Acción Popular.
Trabajó en el Banco Industrial del Perú, donde se desempeñó como Gerente de Administración. Participó como director de empresas públicas y privadas como COFIDE (Banco de desarrollo), EMMSA (empresa del Estado de mercados mayoristas asignada al Ministerio de Agricultura y luego a la MML), ESMIL (empresa estatal de Limpieza asignada al MVC y luego a la MML) y ENACO (empresa nacional de la Coca).
De 1990 a 1996 fue presidente Ejecutivo del Instituto Peruano de Seguridad Social (IPSS), hoy EsSalud.
Como alcalde de la Municipalidad Metropolitana de Lima, fundó el directorio de EMAPE y modificó el sistema de peajes.

## Carrera política
Fundó el partido Solidaridad Nacional con el que postula sin éxito a la presidencia del Perú en las elecciones generales del año 2000, en la cual resulta ganador Alberto Fujimori. En estas elecciones Castañeda Lossio obtiene 1,8 % de la votación.

### Alcalde de Lima (2003-2010)
Fue electo alcalde de Lima en las elecciones municipales de 2002, donde postula con la alianza Unidad Nacional, ganando a su contendor más cercano, el entonces alcalde en ejercicio Alberto Andrade, y fue reelecto para un segundo mandato en las elecciones municipales de Lima de 2006, desde entonces, las obras más aplaudidas y criticadas han sido: la restauración en 2010 del Teatro Municipal de Lima (incendiado en 1998), la línea 1 del COSAC, llamada El Metropolitano (Castañeda criticó que Andrade lo propusiera en el año 2002, mientras él proponía la construcción de un tren), el convenio con entidades privadas para el funcionamiento de los Hospitales de la Solidaridad, la construcción de escaleras amarillas (llamadas «Escaleras Solidarias»), así como la remodelación de clubes ecológicos de Lima.

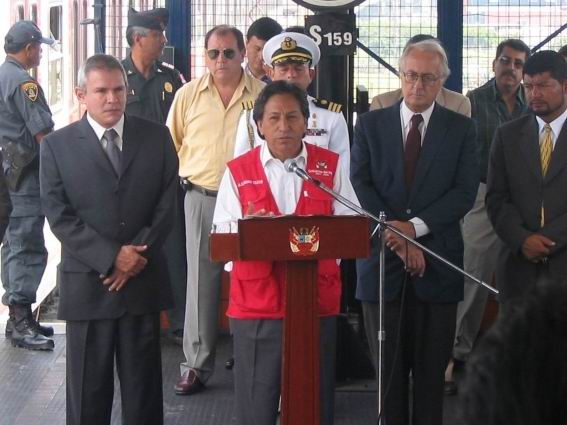
Castañeda junto con Alejandro Toledo, entonces presidente del Perú, en la firmación del Decreto Supremo que oficializaba el financiamiento de la extesión del Metro de Lima y Callao en el año 2005.

En octubre de 2010, renunció a la alcaldía de Lima para postular nuevamente a la presidencia del país en las elecciones generales del Perú de 2011.
Durante los últimos meses de gestión, recibió serias acusaciones de enriquecimiento ilícito y corrupción por el caso Comunicore. Asimismo, se le ha criticado la demora en la construcción y el sobrecosto de su proyecto de transporte El Metropolitano, cuyo presupuesto se multiplicó y cuya finalización se dio en el 2010, a pesar de que su inauguración estaba prevista para el año 2005. Meses después de haber recibido estas acusaciones, el Poder Judicial a cargo de Nelly Mercedes Aranda Cañote, decidió no incluir al exalcalde de Lima en el caso Comunicore debido a que la Fiscalía aportó suficientes pruebas de la concertación con la referida empresa para perjudicar económicamente a la municipalidad.
También ha sido criticado por la inclusión de su nombre en gran parte de las obras realizadas durante su gestión con fines políticos, hecho que ha justificado declarando que «se debe saber quién hizo la obra». Además de su nombre, también se cuestiona el uso de la palabra «solidaridad» en obras realizadas durante sus 8 años de gestión, como las «Escaleras Solidarias» o los Hospitales de la Solidaridad, en clara alusión al Partido Solidaridad Nacional. En el 2010 recibe en Italia el premio NGV Champion Awards por sus logros en la implementación de gas natural en Lima.
Ha recibido las llaves de las ciudades de Miami, Taipéi, Bogotá y San José, así como la Medalla de la Ciudad de Santiago de Chile.[cita requerida] Asimismo, en noviembre de 2010 recibió la condecoración de la Orden del Sol en Gran Cruz por insistencia de Alan García, hecho que fue cuestionado por el Jurado Nacional de Elecciones y la opinión pública.

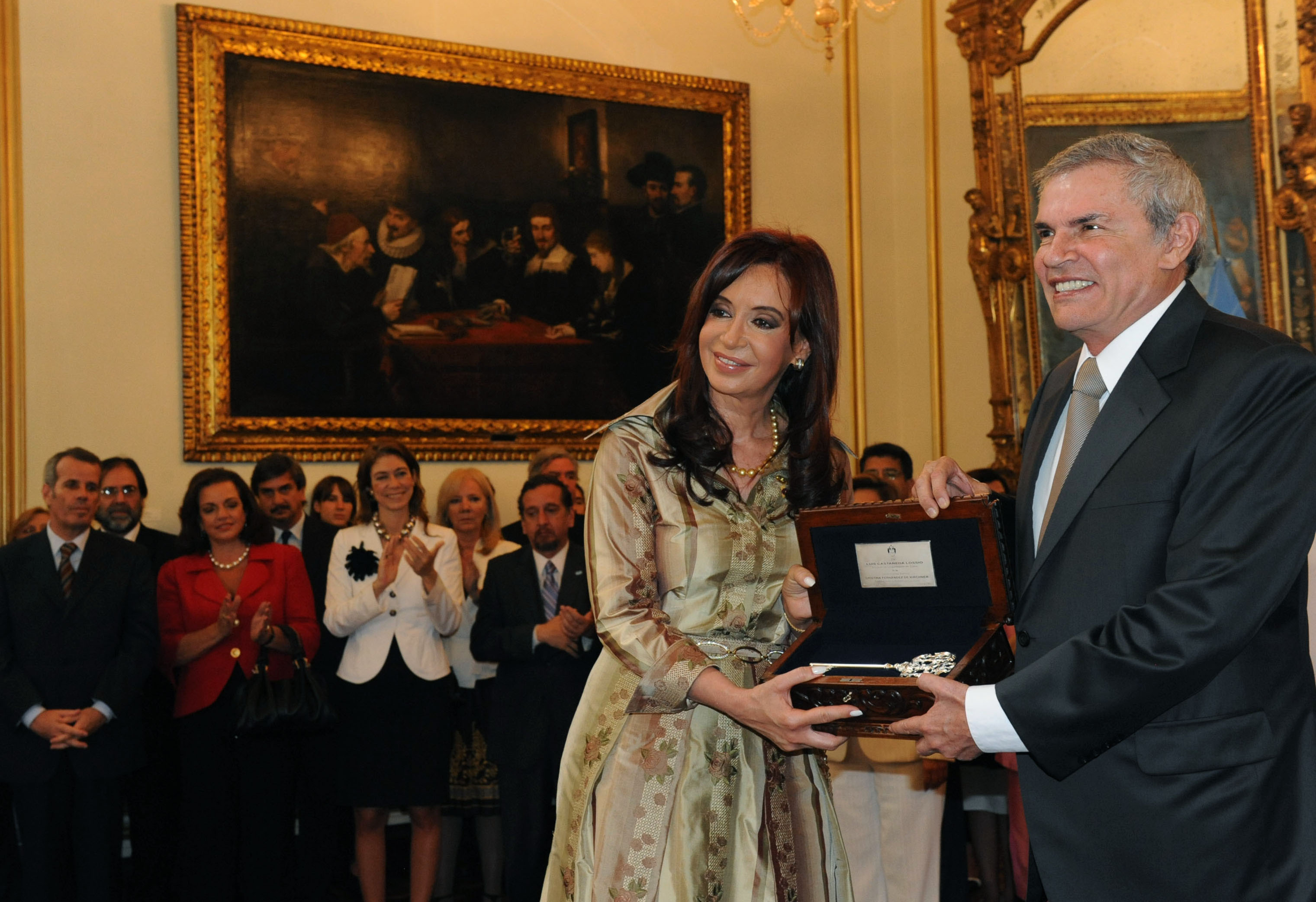
Castañeda junto con la presidenta de Argentina, Cristina Fernández de Kirchner, en el año 2010.

En marzo de 2011, la exalcaldesa de Lima Susana Villarán, dio a conocer un informe de auditoría realizado a la gestión de Castañeda. Dicho informe señala que durante la gestión de Castañeda muchas obras no fueron hechas de manera correcta, y en muchos casos se multiplicó su costo y tiempo de construcción en 2 o tres veces. Además, se citó los numerosos casos de obras que empiezan a colapsar por su mala construcción. Esto terminó dinamitando las aspiraciones del exalcalde, quien a partir del revelador informe no pudo detener su caída en las encuestas.

### Elecciones generales de 2011
Postuló a la Presidencia de la República del Perú en las elecciones generales del Perú de 2011 por el Partido Solidaridad Nacional.
Fue acusado por sus adversarios de usar fondos públicos y letreros municipales para promover su candidatura. Además, se dieron a conocer audios donde la candidata a la segunda vicepresidencia Carmen Rosa Núñez revelaría haber pagado más de medio millón de soles para ir como vicepresidenta junto a Luis Castañeda.
Fue investigado por el caso Comunicore y la fiscalía anticorrupción denunció a Luis Castañeda ante el Poder Judicial, quienes archivaron la acusación y no abrieron ningún proceso penal contra Castañeda, pero sí contra funcionarios de la Municipalidad de Lima contratados por Castañeda. Él además fue citado como testigo en este caso. Sin embargo, posteriormente ha sido involucrado en el juicio por Comunicore como procesado.
Además fue criticado por su vínculo con el controvertido asesor político venezolano Juan José Rendón, acusado de promover campañas sucias y de difamación en varios países. Si bien Castañeda negó haberlo contratado, tanto él como Rendón han admitido haber tenido conversaciones y han dejado abierta la posibilidad de trabajar juntos. Castañeda incluso ha defendido y elogiado públicamente a Rendón. A pesar de las continuas conversaciones entre estos dos personajes, el Partido Solidaridad Nacional, a través de su vocero Marco Parra desmintieron la contratación de Rendón y comunicaron que su campaña no iba a ser guiada por ataques a los demás contendores.
Finalmente, sería derrotado en las elecciones generales al quedar en quinto puesto, con 8,624 % de los votos emitidos, después de haberse mantenido entre el primer y segundo lugar de las encuestas durante varios meses.

#### Poselecciones generales
En septiembre de 2011 fue incluido en el proceso por el pago irregular de 35,9 millones de S/ a una empresa fantasma durante su gestión como alcalde de Lima. El exalcalde presentó un habeas corpus contra esta medida pero finalmente en enero de 2012 el 12.º Juzgado Penal de Lima ordenó que Luis Castañeda Lossio sea procesado por este caso.
En enero de 2012 se dio a conocer que Comunicore y Solidaridad Nacional (el partido político liderado por Castañeda Lossio) hicieron uso de un mismo local.
En enero de 2013 se inició un proceso de investigación a Castañeda Lossio por los delitos de peculado y asociación ilícita para delinquir por presuntamente haber cobrado indebidamente 159 740 S/ cuando se desempeñaba como alcalde de Lima. Sin embargo, el 4 de enero de 2013 la resolución judicial consideró que no existió «concertación entre Castañeda, Relima y Comunicore» para el referido pago, siendo el exalcalde excluido del juicio del caso Comunicore, además se consideró que esta irregularidad no afectó el patrimonio del Estado, al tratarse de una deuda que la comuna limeña debía cancelar. La procudaría anticorrupción apeló esta decisión y en abril de 2013 se decidirá si el proceso continúa o se archiva definitivamente.
El 15 de marzo de 2013, la periodista Rosa María Palacios presentó en su programa audios que confirman la participación del exalcalde en la campaña por el «sí» a la revocación de la alcaldesa Susana Villarán en la consulta popular de revocatoria de marzo de 2013. Los audios difundidos revelaron que Castañeda organizó campaña del «sí» y dio órdenes a seguir en tal campaña. El día de la revocatoria señaló que votó por la revocación de la alcaldesa y de todos los regidores (incluido su hijo), violando así la ley electoral.
En mayo de 2014 la Fiscalía Anticorrupción inició una investigación a Castañeda Lossio por el cobro indebido de 200 000 S/ en los años en que fue alcalde de Lima.

### Alcalde de Lima (2015-2018)
Tres años después de las elecciones generales, postuló para otro periodo municipal. De acuerdo con todos los sondeos se mostraba como favorito para acceder a la alcaldía con más de 40 puntos de diferencia con el segundo lugar (que alternaron Susana Villarán y Salvador Heresi). Sin embargo, en el debate organizado por la ONPE una semana antes de los comicios, el candidato del APRA, Enrique Cornejo, puso en apuros al exalcalde al mostrarle lo presuntamente inviable de su única propuesta novedosa (un monorriel para la ciudad). Pese a todo, el 5 de octubre Castañeda Lossio gana con amplia ventaja. Al 100 % de actas computadas, obtiene el 50,7 % de los votos válidos, mientras Cornejo inesperadamente obtiene el segundo lugar con 17,7 %, dejando a Villarán tercera con 10,6 % de las preferencias. De esta forma, es hasta la fecha el único alcalde de Lima elegido en tres ocasiones.

## Fallecimiento
El 11 de enero de 2022, fue trasladado desde su domicilio, donde venía cumpliendo una orden de prisión domiciliaria por el caso Lava Jato, al Hospital Edgardo Rebagliati por una complicación en la cadera, falleció al día siguiente por un paro cardiorrespiratorio a los 76 años de edad. Distintos políticos se han pronunciado después del fallecimiento de Castañeda.
Sus restos fueron velados en el Palacio Municipal de Lima.

## Controversias
Las escaleras solidarias y los hospitales solidarios son los rasgos más distintivo en la gestión de Castañeda Lossio, pero a la vez fueron controversiales por su intención populista que en fortalecer la institucionalidad municipal. Además, el político se opuso a que los murales de las edificaciones sean pintadas con libertad.
Castañeda tuvo relación con posturas conservadoras y su falta de comunicación con la población y los medios. En octubre del 2015, luego de incumplir los procedimientos administrativos para una legal y transparente concesión de los corredores viales en Lima, las autoridades del Ministerio de Economía y Finanzas lo amonestan y Castañeda Lossio reacciona acusando al ministro como saboteador. 

### Caso OAS y Odebrecht
José Adelmário Pinheiro, expresidente de la constructora brasileña OAS, reveló a los fiscales del Equipo Especial del caso Lava Jato, el pasado 26 de abril, que en el 2014 entregó un aporte de $100 000 para la campaña de Luis Castañeda, en la que fue elegido alcalde de Lima por tercera vez.
Pinheiro relató que entre los meses de septiembre y octubre del 2014, «Castañeda me invitó a una cena en su casa y había otros invitados. […] Durante la cena le pedí a Castañeda para hablar en privado y nos reunimos en un ambiente privado de su departamento, y yo le ofrecí $100 000  de aporte para su campaña».
El aporte, según informó el diario El Comercio, se habría producido el 2014, para la campaña de Castañeda a la Municipalidad de Lima luego de la gestión de Susana Villarán, a cuya postulación reeleccionista también apoyó OAS.
En 2009, durante la gestión de Luis Castañeda en la Municipalidad de Lima, se firmó la concesión de la Línea Amarilla con el Consorcio Lamsac, del cual era socio mayoritario OAS, a través del cual se entregaba el cobro de peajes por periodo de 20 años.
Además, según un colaborador eficaz, en el 2014 Odebrecht entregó $500 000  en aportes a la campaña de Luis Castañeda Lossio, Jorge Barata declaró que el codinome "Bigode" y "Cabelo Boneca" pertenecían al exsecretario de Solidaridad Nacional y ex hombre de confianza de Castañeda, Martin Bustamante, además el codinome para la campaña de Castañeda, Susana Villaran y Lourdes Flores, era "Campanha Regional".
El 14 de febrero de 2020, la jueza María de los Ángeles Camacho ordenó 24 meses de prisión preventiva por este caso contra el exalcalde, mientras que José Luna Gálvez y Giselle Zegarra tuvieron comparecencia restringida por 36 meses, con ciertas reglas de conducta.